# All Winners Comics
Az All Winners Comics a Marvel Comics elődje, a Timely Comics által kiadott képregénysorozat volt, mely az 1940-es években, a képregény aranykorában jelent meg az Amerikai Egyesült Államokban. A szuperhős antológiában olyan, akkoriban nagy sikerű hősök szerepeltek mint Amerika Kapitány, a Torpedó és a Fáklya. A kiadványban jelentek meg a Marvel egyik első szuperhőscsapatának, a Győzteseknek a kalandjai is.

## A sorozat megjelenésének története

### Első sorozat
A negyedévenként kiadott All Winners Comics 20 részt ért meg, számozás szerint 1-től 19-ig és a 21. szám (1941 nyarától – 1946/47 teléig). A 20. szám nem került kiadásra. A korabeli Timely Comics kiadványokban szereplő reklámok szerínt, a sorozat eredeti címe All Aces lett volna.
Az All Winners Comics első számában (1941 nyara) 12-13 oldalas történetek jelentek meg a kiadó népszerű szuperhőseivel a főszerepben. Ilyen volt a Fáklya (Carl Burgos, író és rajzoló); egy kevésbé ismert hős, Fekete Csoda (Stan Lee író, Al Avision rajzoló és Al Gabriele kihúzó); Amerika Kapitány (Joe Simon és Jack Kirby írók, Kirby and Avision rajzolók és Simon, Gabriele és Syd Shores kihúzók); a Torpedó (Bill Everett író és rajzoló); és az eredeti Angyal (Paul Gustavson író és rajzoló). Az összes karakter már bejáratott, létező szuperhős volt. A képregényben szerepelt továbbá még egy 2 oldalas történet, melyet Lee írt és Ed Winiarski illusztrált.
A következő számban Fekete Csodát és Angyalt két másik szuperhős váltotta fel, a Pusztító és a Whizzer. Ez a felállás a 12. számig folyamatos volt, kivéve a 6. számot, ahol Whizzer helyett a Fekete Bosszúálló szerepelt. A második világháború következményeként fellépő papírhiány miatt a képregény terjedelmét 68 oldalról 60 oldalra kellett csökkenteni (9. szám, 1943 nyara). Ez a csökkentés leginkább Whizzer történeteit érintette, melyet 6 oldalasra csökkentettek. A 12. számnál (1944 tavasza) 52 oldalasra kellett csökkenteni a kiadványt, ennek következtében a Pusztítóról szóló történeteket törölni kellett. Két lapszámmal később már 36 oldalas volt a képregény és csak a háború után tértek vissza az 52 oldalas terjedelemhez (17. szám, 1945 tele).

### A Győztesek
Timely/Marvel egyik első szuperhőscsapata, a Győztesek (tagjai: Amerika Kapitány, a Fáklya, a Torpedó, a Whizzer és Miss America), a 19. számban (1946 ősze) került bemutatásra egy 43 oldalas, 7 fejezetes történetben. A második, ugyanilyen hosszú Győztesek sztori 1946/47 telén jelent meg a 21. számban. Ezzel a szuperhős csapattal próbálta a Timely felvenni a versenyt a DC Comics Justice Society of America képregényével, kevés sikerrel.
A korszakra jellemző szuperhősöktől való elfordulás az All Winners Comics-ra is hatással volt, a számozása félbeszakadt és a 20. szám soha sem jelent meg. A kiadótól a rajongók sohasem kaptak magyarázatot a szakadásra. A legtöbb képregénytörténész elfogadja azt az elméletet, hogy a Timely kiadó a 19. rész után a sorozatot a Young Allies Comics-al együtt megszüntette és All Teen Comics-ra alakította át. Ez egy tinédzser-humor képregény volt, melynek egyetlen része jelent csak meg 20-as számozással (A képregények átnevezése a számozás megtartásával bevett szokás volt, mert így nem kellett a tulajdonképpen új újságot bejegyeztetni s U.S. Postal Service-nél. Ezzel a kiadók pénzt és időt takaríthattak meg). Végül a kiadó mégis egy újabb Győztesek szuperhős-kiadvány mellett döntött, ezért születhetett meg a 21. szám. A sikertelenség miatt az All Winners Comics 22. száma már Hedy Devine címen jelent meg és csak romantikus humor-képregényeket tartalmazott (1947 augusztus).

### Második sorozat
1948 augusztusában a Timely megpróbálta újraindítani a sorozatot, de az első szám után megszüntették és All-Western Winners-re nevezték át. A sorozatnak átnevezésekben gazdag múltja van: az All-Western Winners-et az 5. számban Western Winners-é, a 8. szám után Black Rider-é, a 28. után Western Tales of Black Rider-é és végül a 32. számtól Gunsmoke Western-é nevezték át a képregényt.

## Fordítás
- Ez a szócikk részben vagy egészben  az   All Winners Comics című angol Wikipédia-szócikk fordításán alapul.  Az eredeti cikk szerkesztőit annak laptörténete sorolja fel. Ez a jelzés csupán a megfogalmazás eredetét és a szerzői jogokat jelzi, nem szolgál a cikkben szereplő információk forrásmegjelöléseként.